# アーナタール
アーナタール  (ドイツ語: Ahnatal) は、ドイツ連邦共和国ヘッセン州北部のカッセル郡に属す町村（以下、本項では便宜上「町」と記述する）である。

## 地理

### 位置
アーナタールはホーアー・ハービヒツヴァルトの北、すなわちハービヒツヴァルト自然公園の北端に位置する。この町はカッセルの北西、フェルマーの西にあたり、アーネ川が流れている。アーナタールは多くの山に囲まれている。西にホーアー・デルンベルク、北にシュタールベルク、南にフィルンスクッペがそびえている。

### 隣接する市町村
アーナタールは、北はカルデン、北東はエスペナウ、東はフェルマー（以上、3 市町村ともカッセル郡）、南は郡独立市のカッセル、南西はハービヒツヴァルト、西はツィーレンベルク（この2町村はともにカッセル郡）と境を接している。

### 自治体の構成
アーナタールは、ヘッカースハウゼン地区とヴァイマー地区とからなる。

## 歴史
人の居住跡の最も古い出土品は紀元前4世紀のものである。ヴァイマー集落は、1097年にマインツの聖アルバン修道会の寄進証に初めて記録されている。この修道会は、ヴァイマーのベネディクト修道院をその傘下に置いていた。ヘッカースハウゼン集落は1107年に初めて文献に記録されている。ヴァルナーの伯家一門が断絶したためヘッカースハウゼンはテューリンゲンからマインツ司教領に移った。マインツ司教はここにテューリンゲン方伯に対する足場を築こうと企図していた。ヘッセン方伯カールの下でカッセルが経済的に力を伸ばしたのに伴って、アーナータールの経済状況も好転していった。1776年、この町の大勢の若者がアメリカ独立戦争に従軍した。1972年8月1日、当時独立した町村であったヘッカースハウゼンとヴァイマーはヘッセン州の地域改革に伴って、アーナタールとして合併した。

## 行政

### 議会
この町の議会は、31 議席からなる。
2020年11月22日に現職のミヒャエル・アウフェンアンガー (CDU) とシュテファン・ヘーネス (SPD) との間で行われた町長選挙決選投票は、ともに2,106票と全く同じ得票数であった。このため11月24日に抽選が行われ、ヘーネスが町長に選出された。これはヘッセン州で初めての出来事であった。

### 姉妹自治体
- ヴィッシェス（フランス語版）（フランス、バ＝ラン県）1990年
- ブルクシュテット（ドイツ語版）（ドイツ、ザクセン州）1990年
- クルムヌースバウム（ドイツ語版）（オーストリア、ニーダーエスターライヒ州）1996年

## 経済と社会資本

### 交通
アーナタールには、ヘッカースハウゼン地区とヴァイマー地区のそれぞれに駅があり、コルバッハ - バート・アーロルゼン - ヴォルフハーゲン - ツィーレンベルク - アーナタール - フェルマー - カッセルの路線に面している。2006年12月からは2本目のバス路線が純粋な村のバスとして運行している。2007年からレギオトラムがアーナタールとカッセルの路面電車網とが結ばれたことから、ヘッカースハウゼンにもう一つの駅（ヘッカースハウゼン＝カッセルブレイテ駅）を設けることが計画されている。アウトバーンA44号線や連邦道B7号線、B83号線、B251号線がすぐ近くを通っている。カッセル中央駅へは北ヘッセン交通連盟の公共交通機関で約 20 分で到着する。

## 文化と見所

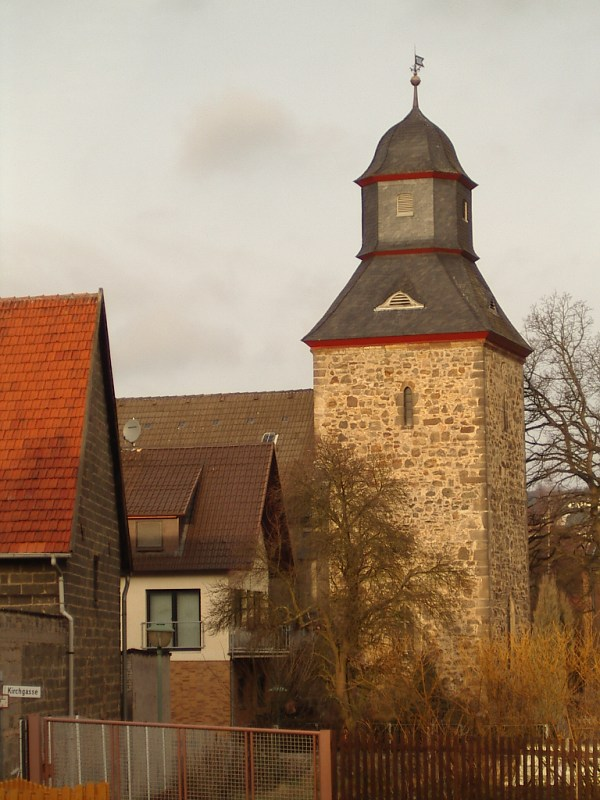
ヘッカースハウゼン地区の教会塔

### レジャー
- デルンベルク - 眺望がよい（滑空飛行場がある）
- ヴィルヘルムスタール城 - ロココの城館
- ヴァイマー地区の外れに、かつて玄武岩の採石場であったビュール休暇村がある。ここは1900年頃に純度の高い鉄が発見されたことにより、鉱物学サークルの注目を集めた。現在では湖が造られ、水浴地となっている。グリルヒュッテもある。
- ヴァイマー近郊のカイシェル自然保護区は観察路が整備されており、自然観察に最適である。
- カリーナ H. 博物館。鉱山労働者の生活博物館は、ヴァイマル地区の駅の近くにある。この博物館はかつての鉱山労働者集落内にある。鉱山労働者の家の半分が、1930年から1935年頃の鉱山労働者家族の生活環境に合わせて再現されている。この博物館は住宅建設会社グリュックアウフによって設立された鉱山労働者博物館支援協会 e.V. によって運営されている。鉱山労働者博物館は、工業文化の道の一部となっている。

## 引用
1. ↑  Hessisches Statistisches Landesamt: Bevölkerung in Hessen am 31.12.2023 (Landkreise, kreisfreie Städte und Gemeinden, Einwohnerzahlen auf Grundlage des Zensus 2011)]
2. ↑  2011年3月27日の町議会選挙の選挙結果
3. ↑  “Bürgermeisterstichwahl Gemeinde Ahnatal am 22.11.2020”. 2022年3月11日閲覧。
4. ↑  “Los entscheidet über neuen Rathauschef in Ahnatal”, Süddeutsche Zeitung, (2020-11-24) 2022年3月11日閲覧。